# Communauté de communes Les Terroirs d’Angillon
Die Communauté de communes Les Terroirs d’Angillon ist ein ehemaliger französischer Gemeindeverband mit der Rechtsform einer Communauté de communes im Département Cher in der Region Centre-Val de Loire. Sie wurde am 29. Dezember 2002 gegründet und umfasste acht Gemeinden. Der Verwaltungssitz befand sich im Ort Les Aix-d’Angillon.

## Historische Entwicklung
Mit Wirkung vom 1. Januar 2017 fusionierte der Gemeindeverband mit
- Communauté de communes en Terres Vives sowie
- Communauté de communes Les Hautes Terres en Haut Berry

und bildete so die Nachfolgeorganisation Communauté de communes Terres du Haut Berry.

## Ehemalige Mitgliedsgemeinden
1. Les Aix-d’Angillon
2. Azy
3. Brécy
4. Moulins-sur-Yèvre
5. Parassy
6. Rians
7. Sainte-Solange
8. Soulangis